# 132874 Latinovits
132874 Latinovits è un asteroide areosecante. Scoperto nel 2002, presenta un'orbita caratterizzata da un semiasse maggiore pari a 1,8749477 UA e da un'eccentricità di 0,1177753, inclinata di 21,86931° rispetto all'eclittica.